# Anarchias supremus
Anarchias supremus är en fiskart som beskrevs av Mccosker och Stewart 2006. Anarchias supremus ingår i släktet Anarchias och familjen Muraenidae. Inga underarter finns listade i Catalogue of Life.